# Gynoplistia nigrobimbo
Gynoplistia nigrobimbo là một loài ruồi trong họ Limoniidae. Chúng phân bố ở miền Australasia.